# Vizinhos (filme de 2022)
Vizinhos é um filme de comédia brasileiro de 2022 dirigido por Roberto Santucci, escrito por Paulo Cursino e produzido pela Camisa Listrada. É estrelado por Leandro Hassum, Júlia Rabello,Maurício Manfrini e Marlei Cevada. Estreou na Netflix em 1º de setembro de 2022.

## Premissa
Na trama, Walter (Hassum) sofre de um colapso nervoso por levar uma rotina de trabalho estressante. Por orientação médica, ele e sua mulher Joana (Júlia Rabello) abandonam o Rio de Janeiro para buscar sossego em uma cidade pequena, cercada de paz e natureza. Porém, os planos de relaxamento vão por água abaixo por causa de Toninho (Manfrini), seu novo vizinho barulhento, que é mestre de bateria de uma escola de samba.

## Elenco
- Leandro Hassum como Walter (Waltinho)[7]
- Maurício Manfrini como Toninho
- Júlia Rabello como Joana
- Marlei Cevada como Kelly Christina
- Lucas Leto como Arthur (Arthurzinho)
- Julia Foti como Camila
- Dja Marthins como Dona Nonô
- Sophia Guedes como Sacha
- Yves Miguel como Pedroca
- Nando Cunha como Antônio
- Vilma Melo como Doutora Vera
- Hélio de la Peña como Otaviano

## Lançamento
O filme foi lançado na Netflix em 1º de setembro de 2022.